# Антоніо Рукавина
Антоніо Рукавина (серб. Антонио Рукавина/Antonio Rukavina, нар. 26 січня 1984, Белград) — сербський футболіст, правий захисник. Виступав у складі національної збірної Сербії.

## Клубна кар'єра
У дорослому футболі дебютував 2002 року виступами за команду клубу «Бежанія», в якій провів п'ять сезонів, взявши участь у 142 матчах чемпіонату.
У зимове трансферне вікно сезону 2006/07 років Рукавина та його партнер по команді Жарко Лазетич підписали чотирирічні контракти з «Партизаном». Під керівництвом нового тренера белградського клубу Мирослава Джукича Рукавина швидко став основним гравцем. У другій половині сезону 2006/07 років він зіграв 15 матчів і забив три голи в чемпіонаті, а наступного сезону він отримав капітанську пов'язку.

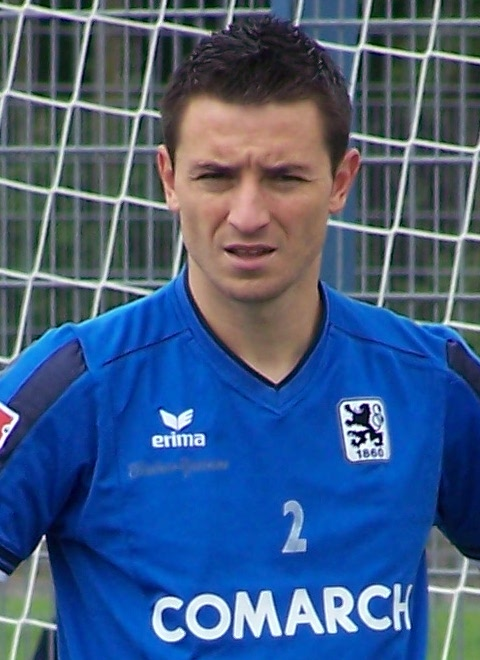
Антоніо Рукавина під час виступів за «Мюнхен 1860». 2011 рік.

У січні 2008 року він покинув «Партизан» і підписав контракт з «Боруссією» (Дортмунд). Дебютував у Бундеслізі 2 лютого 2008 року у матчі проти «Дуйсбурга» (3:3), відігравши усі 90 хвилин. Рукавина був основним гравцем основного складу протягом другої половини сезону 2007/08. Він вийшов у стартовому складі у фіналі Кубка Німеччини 2008 року проти «Баварії» 19 квітня 2008 року, але мюнхенська команда виграла той матч після додаткового часу. Три місяці по тому Рукавина виграв свій перший трофей — «Боруссія» перемогла «Баварію» з рахунком 2:1 у Суперкубку Німеччини, в якому серб зіграв усі 90 хвилин. Він також розпочав сезон 2008/09 як основний гравець, з'явившись у перших п'яти матчах Бундесліги, але після цього втратив своє місце в команді та не зіграв жодної хвилини. Через це у лютому 2009 року його віддали в оренду клубу другого дивізіону «Мюнхен 1860» до кінця того сезону. Після цього у червні 2009 року мюнхенці, в обмін на перехід Свена Бендера, домовився з «Боруссією» про повноцінний трансфер Антоніо, з яким уклав контракт на 3 роки. Рукавина відіграв за клуб з Мюнхена наступні три сезони своєї ігрової кар'єри. Більшість часу, проведеного у складі «Мюнхена 1860», був основним гравцем захисту команди.
Протягом 2012—2014 років захищав кольори іспанського клубу «Реал Вальядолід». Після вильоту команди з Ла Ліги, 2014 року приєднався до складу іншого місцевого клубу «Вільярреал», уклавши дворічний контракт. Ставши основним захисником команди цього іспанського клубу, згодом угоду з ним подовжив і загалом провів у команді 4 сезони.
4 липня 2018 року після закінчення чемпіонату світу 2018 року, на правах вільного агента підписав контракт на півтора роки з казахською «Астаною». Він допоміг команді виграти двах чемпіонських титулів Казахстану (2018, 2019), а також два Суперкубка Казахстану (2019, 2020). Завершив свою ігрову кар'єру у листопаді 2021 року.

## Виступи за збірні
У 2006 році залучався до складу молодіжної збірної Сербії, з якою став срібним призером молодіжного чемпіонату Європи 2007 року. Сербія посіла друге місце, програвши у фіналі господарям турніру, команді Нідерландів, з рахунком 1:4.
2 червня 2007 року дебютував в офіційних іграх у складі національної збірної Сербії у відбірковому матчі до чемпіонату Європи 2008 року проти збірної Фінляндії, в якому серби здобули перемогу з рахунком 2:0.
У складі збірної був учасником чемпіонату світу 2010 року, проте на поле в іграх того «мундіалю» не виходив. 2018 року поїхав на свою другу світову першість — тогорічний чемпіонат світу в Росії. У першій грі групового етапу проти Коста-Рики дебютував на мундіалях, вийшовши на заміну наприкінці зустрічі і допомігши своїй команді зберегти мінімальну перевагу 1:0.
Востаннє зіграв за збірну Сербії 10 вересня 2019 року у відбірковому матчі до чемпіонату Європи 2020 року проти Люксембургу, провівши загалом 59 ігор у складі національної команди.

## Титули і досягнення
- Володар Суперкубка Німеччини (1):

«Боруссія» (Дортмунд): 2008
- Чемпіон Казахстану (2):

«Астана»: 2018, 2019
- Володар Суперкубка Казахстану (2):

«Астана»: 2019, 2020